# 名古屋市立西前田小学校
名古屋市立西前田小学校（なごやしりつ にしまえだしょうがっこう）は、名古屋市中川区前田西町三丁目にある公立小学校。

## 歴史
1982年（昭和57年）4月1日、名古屋市立西前田小学校として創立したが、元々は名古屋市立長須賀小学校の分校として工事が進められていた。

### 児童数の変遷
『愛知県小中学校誌』（2018年）によると、児童数の変遷は以下の通りである。
| 1982年（昭和57年） | 390人 |  |
| 1987年（昭和62年） | 446人 |  |
| 1997年（平成9年）  | 379人 |  |
| 2007年（平成19年） | 310人 |  |
| 2017年（平成29年） | 261人 |  |

## 通学区域
所管する名古屋市教育委員会は、2018年（平成30年）9月1日現在、中川区のうち、助光二丁目・助光三丁目・前田西町二丁目・前田西町三丁目および富田町大字前田字丸池を通学区域として指定している。
また、卒業後の進学先は名古屋市立助光中学校となっている。

## 交通アクセス
- 名古屋市営バス助光住宅停留所が最寄りバス停である[WEB 1]。
- 近鉄名古屋線伏屋駅から約700 m。

## 関係者

### 出身者
- 富永章敬 - 元プロ野球選手[3]

### WEB
1. 1 2  名古屋市役所教育委員会事務局総務部企画経理課企画統計係 (2018年9月18日). “中川区の小・中学校一覧”.   名古屋市. 2018年11月14日閲覧。
2. ↑  名古屋市教育委員会事務局総務部教育環境計画室計画係 (2018年9月1日). “名古屋市立小・中学校の通学区域一覧（中川区）” (PDF).   名古屋市. 2018年11月15日閲覧。
3. ↑  名古屋市教育委員会事務局総務部教育環境計画室計画係 (2018年9月1日). “名古屋市立小・中学校の通学区域一覧（中川区富田町）” (PDF).   名古屋市. 2018年11月15日閲覧。
4. ↑  名古屋市教育委員会事務局総務部教育環境計画室計画係 (2018年4月1日). “名古屋市立中学校区一覧（小→中）” (PDF).   名古屋市. 2018年11月14日閲覧。

### 文献
1. ↑  中川区制50周年記念誌編集委員会 1987, p. 429.
2. ↑  六三制教育七十周年記念 愛知県小中学校誌 合同記念誌編集特別委員会 2018, p. 232.
3. ↑  『中日スポーツ』1990年11月27日付第5版一面1頁「富永（蟹江高）中日入り 今季ドラフト外1号 天性の腕の振り、140キロ速球 新宅スカウトほれ込んだ」（中日新聞社）